# Olteanca, Mehedinți
Olteanca este un sat în comuna Pădina din județul Mehedinți, Oltenia, România.